# Jobbik
Jobbik är ett konservativt parti i Ungern grundat 2003. 
Partiet betecknades av oberoende bedömare som nyfascistiskt, och utmärkte sig inledningsvis genom sin starkt antisemitiska och antiromska profil. Under 2010-talet har partiet gradvis tonat ned sin retorik och svängt in mot mitten, samtidigt som det styrande partiet Fidesz rört sig högerut och tagit över många av Jobbiks kärnfrågor. Inför parlamentsvalet 2022 ingick Jobbik i en valallians tillsammans med sex andra oppositionspartier, med konservativa Péter Márki-Zay som presidentkandidat.

## Historia
Jobbik bildades 2003. Namnet är en förkortning av Jobbik Magyarországért Mozgalom, på svenska Rörelsen för ett bättre Ungern. Till grund för partiet låg den konservativa, religiösa ungdomsorganisationen Jobboldali Ifjúsági Közösség – JOBBIK som bildats året innan.
Ursprungligen var den paramilitära nyfascistiska rörelsen Magyar Gárda (Ungerska gardet) knuten till partiet. Gardet användes för att terrorisera minoriteter, såsom romer och meningsmotståndare. Organisationen upplöstes av domstol 2009.
Partiet ställde upp i Europaparlamentsvalet 2009 med Krisztina Morvai som toppkandidat. Inför valet skickade Morvai, som väckt uppmärksamhet för sina antisemitiska uttalanden, ett uppmärksammat offentligt brev till sina väljare där hon skrev: "Jag skulle bli väldigt nöjd om ni som kallar er stolta ungerska judar ägnade er fritid åt att leka med era små omskurna snoppar istället för att smutsa ner mig." Jobbik fick 14,77 procent av rösterna, vilket gav partiet tre platser i Europaparlamentet. Partiets ledamöter är grupplösa och sitter alltså inte i någon av Europaparlamentets politiska grupper.
I det ungerska parlamentsvalet 2010 fick Jobbik 16,7 procent av rösterna, och tog därmed plats i det ungerska parlamentet med 47 mandat.
Valet 2014 fick Jobbik ett högre resultat med 20,22 procent av rösterna och 23 mandat i det ungerska parlamentet (notera att antalet ledamöter sänktes från 386 till 199 mellan de två valen). I nästa val 2018 minskade sitt resultat i procent, samtidigt som antalet ledamöter ökade.
2018 bildades partiet Vårt hemland som en utbrytning från Jobbik, i protest mot partiets rörelse mot mitten. Partiet leds av László Toroczkai, tidigare vice partiledare för Jobbik.
Inför parlamentsvalet 2022 samverkade Jobbik i en valallians tillsammans med sex andra oppositionspartier.

## Politisk plattform
Partiet var ursprungligen nationalistiskt med starka pan-turanistiska inslag och i programmet kunde utläsas att man bland annat strävade efter en ny grundlag baserad på "Szent Koronaprinciper", skydd för fostret från befruktningsögonblicket (det vill säga abortrestriktioner), förstärkning av ungersk historia och kultur samt begränsad invandring av vad man uppfattar som "icke-assimilerbara nationaliteter". Jobbik har fördömt homosexualitet som en perversitet som borde förbjudas. Partiledaren Gábor Vona har förklarat att Jobbik arbetar mot "zigenska kriminella" och narkomaner.
Våren 2013 höll partiet stora demonstrationer till minnet av "offren för bolsjevism och sionism" som sammanföll med Judiska världskongressens sammanträde i Budapest.

### Etniska minoriteter
Partiet har menat att en av de största utmaningarna är kriminaliteten som utförs av romer i Ungern. Hets mot Ungerns romska minoritet har varit ständigt återkommande för partiet som i generaliserande ordalag talat om folkgruppen som kriminell och en belastning för Ungern. Det är i linje med denna syn som medlemmar ur Magyar Gárda patrullerade romska samhällen för att "skydda" ungrare mot romerna.
26 november 2012 föreslog Márton Gyöngyösi, utrikespolitisk talesperson för partiet, att staten borde upprätta listor över judar som är att betrakta som "nationell säkerhetsrisk". Senare har uttalandet förtydligats med att man endast avsåg medborgare med dubbelt israeliskt-ungerskt medborgarskap.